# Лидиэт, Дэн
Дэнни Джон «Дэн» Лидиэт (англ. Danny John "Dan" Lydiate, родился 18 декабря 1987 года в Солфорде) — валлийский регбист, правый фланкер клуба «Дрэгонс» турнира Про14 и сборной Уэльса.

## Биография

### Семья
Дэн Лидиэт родился в семье английского докера Джона Лидиэта и валлийки Линн в госпитале Хоуп в Солфорде (Большой Манчестер): был вторым ребёнком в их браке (старший сын — Джек). Детство провёл в Солфорде. После того, как отец получил производственную травму, семья уехала в Лландриндод-Уэллс (Дэну было 4 года), а отец устроился работать на овечью ферму (площадь 202 га) родственников жены в Кембрийских горах. Старший брат — Джек — играл за сборную колледжей Уэльса по регби. У Дэна и Джека также есть единокровные братья Джон и Стивен и сестра Джиллиан, дети Джона Лидиэта-старшего от первого брака.
Супруга Дэна родом из Суонси.

### Клубная карьера
Воспитанник клуба «Эббу-Вейл», начинал игровую карьеру за команду «Понтиприт», учился в академии клуба «Ньюпорт Гвент Дрэгонс». В сезоне 2006/2007 играл вместе с Льюисом Эвансом и Джеймсом Харрисом в Кубке шести наций среди команд не старше 20 лет, в том же сезоне пробился в основу «Дрэгонс». В начале сезона 2007/2008 в игре группового этапа Кубка Хейнекен против «Перпиньяна» на 21-й минуте он был заменён на Джо Бермэна из-за того, что получил серьёзную травму шеи. По его словам, она под угрозу не только всю его регбийную карьеру, но и дальнейшую жизнь, однако Дэн достаточно быстро сумел оправиться и приступить к реабилитации, продолжив играть за «Дрэгонс». Большую часть сезона 2012/2013 он пропустил из-за перелома правой лодыжки, полученного в матче против «Скарлетс» в сентябре 2012 года.
По окончании сезона 2012/2013 он ушёл играть во французский «Расинг Метро 92» из Парижа. 30 октября 2014 года он вернулся в Уэльс, а 7 декабря стал игроком «Оспрейз», заключив двойной контракт как с самим клубом, представляющим целый регион, так и с Валлийским регбийным союзом (контракт о выступлениях в сборной Уэльса).

### Карьера в сборной
25 октября 2009 года Лидиэт был вызван в сборную Уэльса в канун осенних тест-матчей и дебютировал 21 ноября в матче против Аргентины, выйдя на замену во втором тайме вместо Энди Пауэлла и отыграв всего 8 минут. После того, как расположение команды покинул капитан сборной Райан Джонс из-за повреждения спины, Лидиэт провёл свой полноценный дебют, выйдя в стартовом составе на игру против Австралии 28 ноября.
В 2010 году он попал в заявку сборной Уэльса на Кубок шести наций, но не сыграл ни единого матча на турнире. Только в ноябре 2010 года он снова вышел на поле, выйдя в стартовом составе против команд Австралии, Новой Зеландии и Фиджи, причём в игре против фиджийцев он получил приз лучшего игрока встречи (играл под номером 7). Матч против ЮАР он пропустил из-за повреждения бедра. В 2011 году он отыграл все пять матчей на Кубке шести наций и все четыре контрольные встречи в канун чемпионата мира в Новой Зеландии, попав в итоговую заявку на турнир. Сыграв два стартовых матча против сборных ЮАР и Самоа, он пропустил встречи против Намибии и Фиджи из-за повреждения лодыжки: ему пришлось каждые 2 часа просыпаться и прикладывать лёд к ноге, однако это помогло ему восстановиться к плей-офф. Он в итоге сыграл все три матча сборной в плей-офф против Ирландии, Франции и Австралии: Уэльс занял 4-е место на турнире, а Лидиэт занял 2-е место в рейтинге игроков по числу совершённых им захватов (выше оказался только его одноклубник и друг по сборной Уэльса Тоби Фалетау).
В 2012 году Лидиэт стал открытием Кубка шести наций: он выиграл призы лучшего игрока в матчах против Шотландии и Франции благодаря борьбе в раках, обеспечивавшей успех валлийцев в каждом из пяти матчей. Он пропустил только матч против Ирландии; его сборная, победив во всех пяти встречах, выиграла в дополнение к Кубку шести наций и Большой шлем, а сам Лидиэт удостоился приза лучшего игрока турнира, обойдя ирландца Джонатана Секстона и итальянца Серджо Париссе (всего в списке номинантов было 12 человек, четверо из которых — выигравшие турнир валлийцы). В том же году валлийская команда проиграла все три летних тест-матча против Австралии, но Лидиэт по итогам сезона удостоился и приза лучшего регбиста по версии журналистов Уэльса.
В апреле 2013 года Лидиэт, восстановившийся после травмы, попал в заявку «Британских и ирландских львов» на летнее турне по Австралии. Он сыграл второй и третий тест-матчи в составе «Львов» против Австралии («Львы» победили в серии из трёх матчей 2:1). Также он числился в заявке на чемпионат мира 2015 года, сыграв три матча группового этапа (против Уругвая, Англии и Фиджи) и один в плей-офф (против ЮАР).
7 февраля 2021 года Лидиэт получил травму в матче против Ирландии в рамках Кубка шести наций: у него был диагностирован разрыв крестообразной связки, что привело к его выбыванию минимум на полгода из обоймы клуба и сборной.